# 알리칸테 엘체 공항
알리칸테 엘체 공항(스페인어: Aeropuerto de Alicante-Elche, 발렌시아어: Aeroport d'Alacant-Elx, IATA: ALC, ICAO: LEAL)은 스페인 발렌시아 지방 알리칸테주 엘체에 있는 공항이다. 스페인에서 5번째로 바쁜 공항이다.

## 같이 보기
- 스페인의 교통